# Мочила
Мочила — річка в Україні, у Мукачівському районі Закарпатської області. Права притока Чорної Води (басейн Дунаю).

## Опис
Довжина річки 13 км, похил річки — 9,8 м/км. Площа басейну 29,0 км².

## Розташування
Бере початок на південному сході від Кучави. Тече переважно на південний захід через Лалово і біля Макарьово впадає в річку Чорну Воду, ліву притоку Керепця.
Населені пункти вздовж берегової смуги: Пістрялово.
Річку перетинає автомобільна дорога Н09